# Rick Roberts
 (mars 2017).
Si vous disposez d'ouvrages ou d'articles de référence ou si vous connaissez des sites web de qualité traitant du thème abordé ici, merci de compléter l'article en donnant les références utiles à sa vérifiabilité et en les liant à la section « Notes et références ».
Rick Roberts (né le 31 août 1949 en  Floride) est un auteur-compositeur-interprète de chansons country rock qui a enregistré avec beaucoup d'artistes influents du genre dans les années 1970. Il est surtout connu pour son travail avec The Flying Burrito Brothers en  1971 sur l'album du même nom et en tant qu'un membre fondateur et chanteur principal du groupe Firefall de 1976 à 1981. Il a enregistré deux albums solos, Windmills en 1972 et She is a Song en 1973.